# Berk (Dahlem)
Berk ist ein Ortsteil der Gemeinde Dahlem im Kreis Euskirchen in Nordrhein-Westfalen in der Eifel.
Berk liegt nördlich von Kronenburg und westlich von Baasem. Durch den Ort verläuft die Landesstraße 17 und Kreisstraße 63. An den Ort grenzen im Norden der Kronenburger Wald und der Baasemer Wald. Im Ort mündet der Dernbach in die Berke.
Berk war 2021 von den Überflutungen im Zuge des Hochwassers in West- und Mitteleuropa 2021 betroffen.

## Geschichte
Erstmals erwähnt wird das Dorf in Urkunden aus dem 12. und 13. Jahrhundert, damals noch unter dem Namen Berchheim. Die Geschichte Berks ist eng mit der von Kronenburg verbunden. Im Jahre 1803 wurde das Kirchdorf Berk zur Pfarrei erhoben. Als erster Pfarrer wird Johann Heinrich Merkes (1803–1810) genannt.
Die Pfarrkirche St. Brictius stammt in Teilen aus der zweiten Hälfte des 12. Jahrhunderts. Am 12. Januar 1971 brannte die Kirche ab und wurde teilweise in modernen Formen wieder aufgebaut. Einzig der Turm und der Chor blieben erhalten.
Die Berker Kirche ist ein Wallfahrtsort, welcher den 14 Nothelfern gewidmet und besonders in der Fastenzeit ein häufig besuchtes Ziel ist. Neben der Kirche befindet sich eine kleine Kapelle (errichtet unter Pfarrer Matthias Schmelzer im Jahre 1928), welche den Gefallenen des Ersten und Zweiten Weltkrieges gewidmet ist.
Am 1. Juli 1969 wurde Berk nach Dahlem eingemeindet.
In Berk gab es insgesamt vier Standorte der ehemaligen RAD-Abt. 9/206 Bevertberg I (08.07.1938, Wassenberg [Walter v. Plettenberg] 25.08.1940) und RAD-Abt. 5/207 Bevertberg II( 08.07.1938 [Admiral Spee]). Im Süden von Berk befanden sich zwei weitere RAD-Lager: 6/310 Berk I (W 56) (Ostfm. Fleischer [Vogtland]) und (2/215 Berk II (W 57) Ofm. Schäfer [Kampfflieger Schaefer]).
Seit Februar 2022 gibt es in Berk im Norden die erste Gedenktafel im Kreis Euskirchen über die Zwangsarbeit des Reichsarbeitsdienst.

## Wappen
| | Blasonierung: „Unter silbernen (weißen) Schildhaupt, darin ein blauer schräg linker Wellenbalken, in Blau eine heraldische silberne (weiße) Lilie.“ |
| Wappenbegründung: Der Wellenbalken weist auf den Berker Bach, dann aber auch auf die Kyll hin, an der der Ortsteil Frauenkron liegt. In Frauenkron befand sich früher das Zisterzienserinnen-Kloster „Mariakron“; die Lilie, das Symbol der Muttergottes sowie die Marienfarbe Blau und Silber stehen dafür. | |

## Verkehr
Die VRS-Buslinie 834 der RVK verbindet den Ort, überwiegend als TaxiBusPlus nach Bedarf, mit Dahlem, Frauenkron, Kronenburg und Schmidtheim.
| Linie | Verlauf |
| ----- | --- |
| 834   | MiKE (außer im Schülerverkehr): (Blankenheim –) Schmidtheim – Dahlem Bf – Baasem – Kronenburg – Kronenburgerhütte – Frauenkron – Berk |